# 舊州議會大廈遺址
舊州議會大廈遺址（英文：Old State Capitol State Historic Site）位於美國伊利諾州春田市，是該州的第五個州議會大廈，於1837動工、1840年竣工，屬於希臘復興建築風格，在1840年－1876年間作為州議會大廈使用。

## 外部連結
- 伊利諾州古蹟保護處的介紹
- H.D.Giger 手寫歷史（1901年4月29日） （页面存档备份，存于）

39°48′04″N 89°38′55″W / 39.801219°N 89.648569°W